# Internationale Cricket-Saison 1985
Die internationale Cricket-Saison 1985 fand zwischen Mai 1985 und September 1985 statt. Als Sommersaison wurden vorwiegend Heimspiele der Mannschaften aus Europa ausgetragen.

## Überblick

### Internationale Touren
| Beginn          | Heimteam  | Auswärtsteam | Resultate | Resultate | Artikel |
| Beginn          | Heimteam  | Auswärtsteam | Test      | ODI       | Artikel |
| --------------- | --------- | ------------ | --------- | --------- | ------- |
| 30. Mai 1985    | England   | Australien   | 3–1 [6]   | 1–2 [3]   | Artikel |
| 25. August 1985 | Sri Lanka | Indien       | 1–0 [3]   | 1–1 [3]   | Artikel |

## Nationale Meisterschaften
Aufgeführt sind die nationalen Meisterschaften der Full Member des ICC.
| Land    | First-Class                     | List A              |
| ------- | ------------------------------- | ------------------- |
| England | County Championship 1985        | NatWest Trophy 1985 |
|         | John Player Special League 1985 |                     |
|         | Benson and Hedges Cup 1985      |                     |